# 10 Dywizjon Żandarmerii
10 Dywizjon Żandarmerii (10 dżand.) – oddział żandarmerii Wojska Polskiego.

## Historia dywizjonu
10 Dywizjon Żandarmerii wraz z podporządkowanymi pododdziałami stacjonował na terenie Okręgu Korpusu Nr X. Dowódca dywizjonu pełnił równocześnie funkcję szefa żandarmerii w Dowództwie Okręgu Korpusu Nr X w Przemyślu. 
Na rozpoczęty 15 lipca 1923 „Kurs żandarmów próbnych przy X Dyonie Żand.” wysłanych zostało 32 podoficerów i żandarmów próbnych, w tym 17 z Dyonu Żand. Nr X (pozostali słuchacze pochodzili z dywizjonów nr I, IV, VI, VII, VIII i IX). Tego samego dnia we Lwowie rozpoczął się „8-mio tygodniowy kurs żandarmów zawodowych przy VI Dyonie Żand.”, na który wysłano 20 podoficerów.
Z dniem 29 lutego 1924 kpt. żand. Michał Graff został przeniesiony do rezerwy na własną prośbę. W marcu 1924 kpt. żand. Józef Kita został przydzielony z DOK X do 10 dżand. na stanowisko dowódcy plutonu żand. Jarosław, a kpt. żand. Władysław Hercok z 10 dżand. do DOK X na stanowisko szefa Oddziału II Sztabu.
Do 20 marca 1924 zostały zlikwidowane plutony żandarmerii: Rzeszów, Sanok i Stryj, a w ich miejsce zorganizowane posterunki żandarmerii. W tym samym miesiącu niżej wymienieni oficerowie zostali przeniesieni do korpusu oficerów piechoty z równoczesnym wcieleniem: kpt. żand. Władysław Zygmunt Ochab do 5 psp oraz kpt. żand. Józef Homik (dowódca plutonu żand. Rzeszów), kpt. żand. Karol Pulda (dowódca plutonu żand. Sanok) i kpt. żand. Władysław Hercok do 38 pp. W kwietniu tego roku 101 żandarmów pełniących dotychczas służbę w dywizjonie zostało przeniesionych ewidencyjnie, etatowo, służbowo i gospodarczo z korpusu żandarmerii na etat podoficerów w oddziałach broni Okręgu Korpusu Nr X. Z dniem 15 września 1924 na VI kurs podoficerski w Centralnej Szkole Żandarmerii w Grudziądzu odkomenderowanych zostało 8 podoficerów. 
10 marca 1925 dywizjonu dowódca OK X, w celu uzupełnienia stanu podoficerów zawodowych 10 dżand., nakazał podległym dowódcom pułków piechoty, kawalerii i artylerii przedłożyć wykazy szeregowych, zgłaszających się ochotniczo do służby w żandarmerii. Spośród zgłoszonych ochotników dowódca 10 dżand. miał wybrać dziesięciu, których dowódca OK X miał przydzielić na rozpoczynający się 15 kwietnia sześciomiesięczny kurs żandarmów próbnych przy dywizjonie. Absolwenci kursu po odbyciu półrocznej służby próbnej mieli być mianowani żandarmami zawodowymi. Ostatecznie kurs ukończyło 18 żandarmów próbnych, w tym dwóch przydzielonych z 6 dżand. Dwóch absolwentów ukończyło kurs z „postępem bardzo dobrym”, dziesięciu – dobrym, a sześciu – dostatecznym.
10 września 1926 dowódca OK X wyznaczył „kontyngens szeregowych zawodowych 10 Dyonu Żand. na 1926 rok”: 22 starszych wachmistrzów, 17 wachmistrzów, 34 starszych żandarmów i 33 żandarmów.
26 stycznia 1928 dowódca OK X, „w celu uzupełnienia stanu podoficerów zawodowych 10 Dyonu Żandarmerii”, nakazał wszystkich dowódcom pułków piechoty i kawalerii przedłożyć do 15 lutego wykazy szeregowych, zgłaszających się ochotniczo do służby w żandarmerii. Wybrani przez dowódcę dywizjonu szeregowi mieli być skierowani na pięciomiesięczny kurs żandarmów próbnych w Dywizjonie Szkolnym Żandarmerii w Grudziądzu.
17 lutego 1928 minister spraw wojskowych zatwierdził dzień 19 marca, jako datę święta dywizjonu.
12 grudnia 1935 minister spraw wojskowych unieważnił dotychczasową datę święta dywizjonu oraz zatwierdził dzień 13 czerwca, jako datę święta żandarmerii.
Jednostka nie posiadała sztandaru i odznaki pamiątkowej. Oficerowie i podoficerowie od 1931 mogli otrzymać odznakę pamiątkową Żandarmerii. W 1939 zamierzano wprowadzić do użytku „Znak Służbowy Żandarmerii”. Znaki miały być numerowane. Dla 10 dżand. przewidziano numery od 10.000 do 10.999.
W dwudziestoleciu międzywojennym służbę w dywizjonie pełnili m.in. kapitanowie Leon Cehak, Czesław Mańkowski i Wiktor Zakliński oraz porucznik Jan Kasper Fiałkowski

## Organizacja pokojowa i dyslokacja 10 dżand w 1939
- Dowództwo dywizjonu w Przemyślu, ul. Czarnieckiego 43
- pluton żandarmerii Przemyśl, ul. Czarnieckiego 43
  - posterunek żandarmerii Sanok
  - posterunek żandarmerii Sambor
  - posterunek żandarmerii Krosno[16]
- pluton żandarmerii Kielce, ul. Zamkowa 4
  - posterunek żandarmerii Sandomierz
- pluton Żandarmerii Jarosław, ul. Słowackiego 26
  - posterunek żandarmerii Rzeszów
  - posterunek żandarmerii Łańcut

## Kadra dywizjonu
Dowódcy dywizjonu
- ppłk żand. Adam Tomasz Butzura († 13 XII 1922 Przemyśl[17])
- mjr żand. Bronisław Batsch (III 1923 – XII 1929)
- mjr żand. Kazimierz Chodkiewicz (XII 1929 - 1 V 1933)
- mjr żand. Wojciech Kuś (do 23 X 1934)
- mjr żand. Piotr Guziorski (1935 – 1 IX 1939)

Zastępcy dowódcy dywizjonu
- kpt. / mjr żand. dr Tadeusz Alojzy Dudryk[b] (p.o. 1923 i III - IX 1925)
- mjr żand. Alfred Riesser (13 IX 1925 - 17 III 1927)
- mjr żand. Antoni Czabański (XII 1934 – X 1935)
- mjr żand. Jan Józef Rybowski[c] (X 1935[23] – IX 1939)

Obsada personalna dywizjonu w marcu 1939
- dowódca dywizjonu – mjr żand. Piotr Guziorski
- I zastępca dowódcy – mjr żand. Jan Józef Rybowski
- II zastępca dowódcy (kwatermistrz) – kpt. żand. Mieczysław I Janowski
- adiutant – por. żand. Stanisław Józef Jazienicki
- oficer mobilizacyjny – kpt. żand. Stanisław Nagórski
- oficer śledczy – kpt. żand. Stefan Roman Radyk
- oficer gospodarczy – kpt. int. Stanisław Matłowski
- oficer do zleceń – por. żand. Jan Tokarski
- dowódca plutonu żandarmerii Jarosław – kpt. żand. Kazimierz Ludwik Bogucki
- oficer plutonu – ppor. piech. rez. pdsc mgr Tadeusz Dziurzyński
- dowódca plutonu żandarmerii Kielce – kpt. żand. Marceli Kończyński
- dowódca plutonu żandarmerii Przemyśl – por. żand. Stanisław Głowacki
- oficer plutonu – ppor. piech. rez. pdsc mgr Longin Stanisław Kaczor